# Дубов, Василий Михайлович

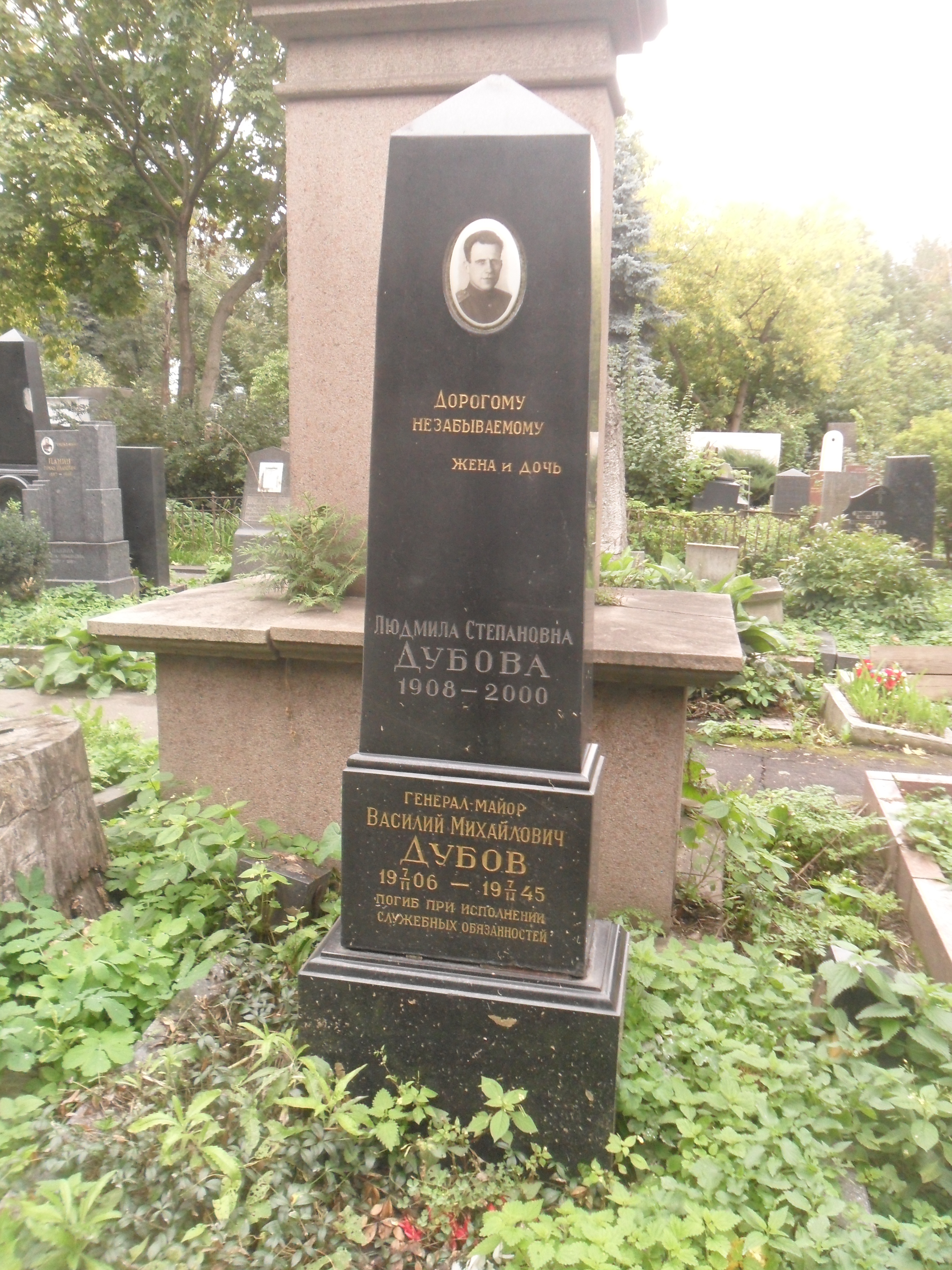
Могила Дубова на Новодевичьем кладбище Москвы.

Васи́лий Миха́йлович Ду́бов (1906—1945) — советский организатор авиационной промышленности, генерал-майор Рабоче-крестьянской Красной Армии, участник Великой Отечественной войны.

## Биография
Василий Дубов родился 7 февраля 1906 года. Член ВКП(б). В Советской Армии с 1934 года. Работал в наркомате авиационной промышленности.
В годы Великой Отечественной войны Дубов руководил Главным управлением Народного комиссариата авиационной промышленности СССР. 30 апреля 1943 года ему было присвоено звание генерал-майора инженерно-авиационной службы.
В начале 1945 года Дубов был назначен председателем Специальной комиссии Наркомавиапрома СССР по поиску и исследованию немецких ракет «Фау-2». 17 февраля 1945 года самолёт, на борту которого находились члены этой комиссии, потерпел крушение в районе аэродрома Жуляны в Киевской области Украинской ССР. В результате катастрофы погибло 5 членов экипажа и 9 членов комиссии, в том числе и Дубов, который был похоронен на Новодевичьем кладбище Москвы.